# Bifrenaria longicornis
Bifrenaria longicornis Lindl. (1838), es una especie de orquídea epifita originaria de Trinidad hasta el sur tropical de América en la Selva Amazónica.

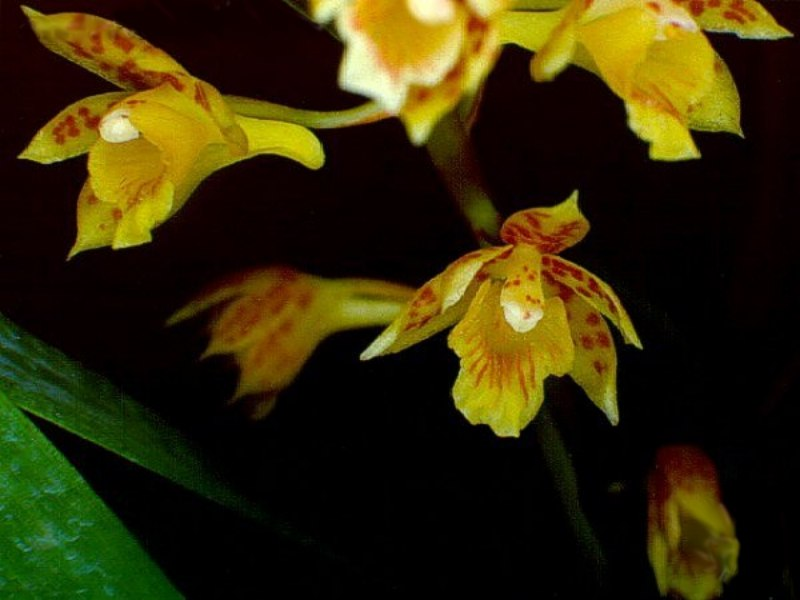
Flores

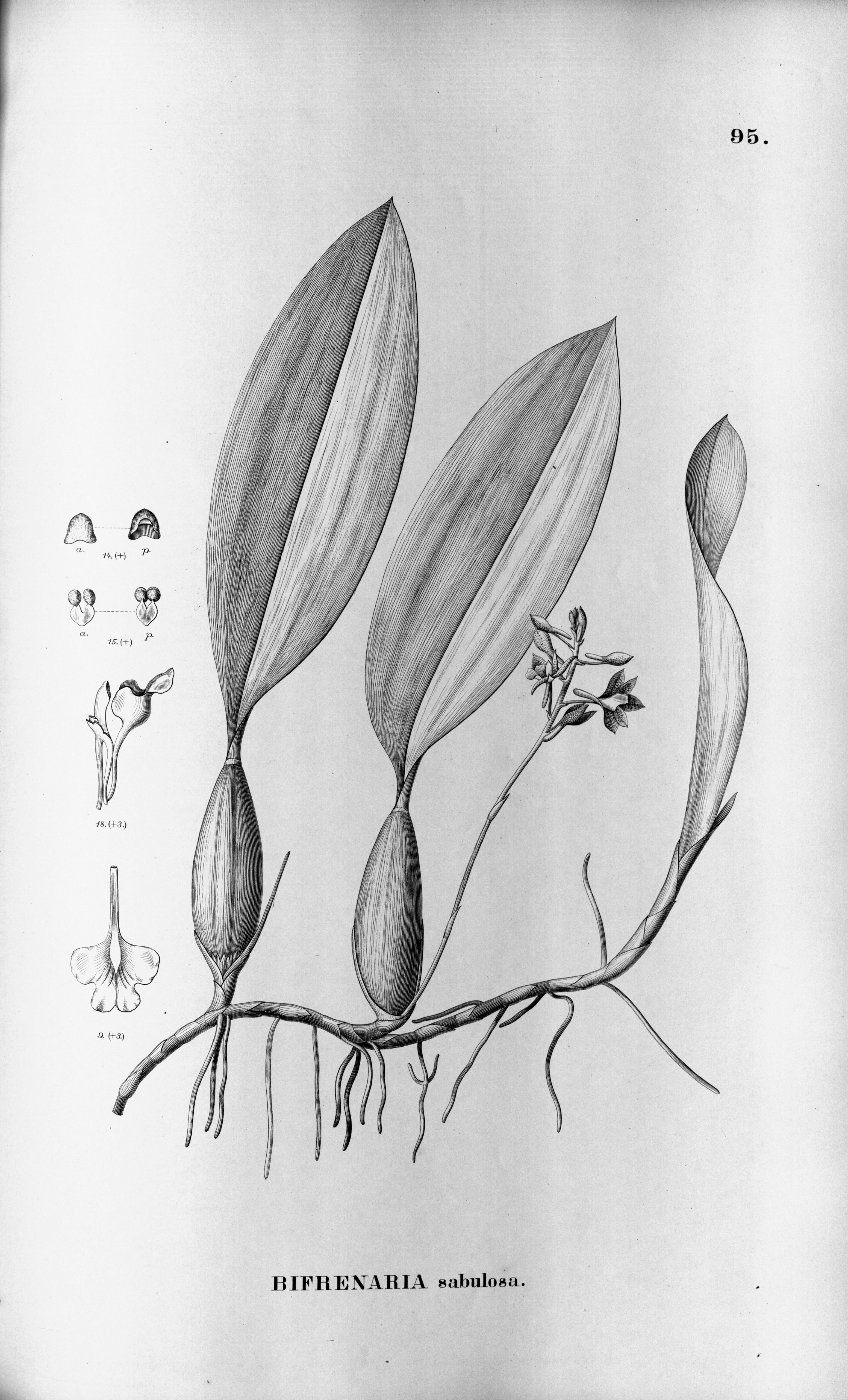
Ilustración

## Características
Es una especie herbácea de pequeño tamaño, que prefiere el clima cálido, es epífita con pseudobulbo de 4 a 9 cm,  erecto, cilíndrico a cilíndrico-ovoide, atenuado hacia el ápice y  arrugado longitudinalmente que tiene dos hojas apicales, oblongas a elípticas, agudas, atenuadas las hojas hacia la base. Florece  en una inflorescencia axilar, a partir de las vainas basales, erecta, de 7 a 22 cm de largo, con 6 a 18 flores de un cm de longitud que se producen en un maduro pseudobulbo y está envuelta basalmente por unas pocas brácteas tubulares, triangulares a triangular-lanceoladas, rígidas, cóncavas y agudas . La floración se produce en el verano.

## Distribución y hábitat
Se encuentra en Trinidad y Tobago, Guayana Francesa, Surinam, Guayana, Venezuela, Colombia, Perú y Brasil en alturas de alrededor de 400 m s. n. m.

## Taxonomía
Pertenece al grupo de Bifrenarias pequeñas,  clasificada en la sección Stenocoryne. Puede ser fácilmente reconocida por sus pseudobulbos espaciados a lo largo del rizoma.  Sólo otra especie comparte esta característica, Bifrenaria venezuelana, sin embargo, esta última tiene las inflorescencias muy cortas, con menos flores y más grandes.
Bifrenaria longicornis fue descrito por John Lindley y publicado en Edwards's Botanical Register 24: pl. 93. 1838.
Etimología
Bifrenaria: nombre genérico que deriva de las palabras griegas: bi (dos); frenum freno o tira. Aludiendo a los dos tallos parecidos a tiras, estipes que unen los polinios y el viscídium. Esta característica las distingue del género Maxillaria.

longicornis: epíteto latino que significa "con largos cuernos".
Sinonimia
- Stenocoryne longicornis (Lindl.) Lindl. (1843)
- Bifrenaria sabulosa Barb.Rodr. (1877)
- Schlechterella sabulosa (Barb.Rodr.) Hoehne (1944)
- Rudolfiella sabulosa (Barb.Rodr.) Hoehne (1953)
- Adipe longicornis (Lindl.) M. Wolff (1990)[1][6][7]